# Wolfgang Kramer
Wolfgang Kramer (Stoccarda, 29 giugno 1942) è un inventore e autore di giochi tedesco.

## Biografia
Kramer ha lavorato come operation manager e informatico fino al 1989, quando si è dedicato a tempo pieno a progettare giochi. Dal 1974, con la pubblicazione del suo primo gioco chiamato Tempo, ha progettato più di un centinaio di giochi, di cui molti sono stati nominati per o hanno vinto il Spiel des Jahres ("gioco dell'anno"). Ha collaborato spesso con gli autori di giochi Michael Kiesling e Richard Ulrich.
La diffusa caratteristica nei giochi da tavolo tedeschi di registrare i punteggi dei giocatori su una traccia presente sul bordo del tavoliere è conosciuta in Germania come Kramerleiste ("barra di Kramer") in suo onore. Kramer inventò questo metodo di tenuta del punteggio usandolo la prima volta nel suo gioco del 1984, Heimlich & Co.
È anche autore di romanzi gialli, tra cui Der Palast der Rätsel e Die Rätsel der Pyramide.

## Ludografia parziale
- 1984 - Heimlich & Co.: vincitore dello Spiel des Jahres nel 1986;
- 1989 - L'ora dei fantasmi (Mitternachtsparty)
- 1987
  - Auf Achse: vincitore dello Spiel des Jahres;
  - Jorden Rundt I 80 Dage;
- 1991 - Corsaro (Piraten-Abenteuer): vincitore del Kinderspiel des Jahres (Gioco per bambini dell'anno)[3];
- 1994 - 6... prendi e perdi! (6 nimmt!): vincitore del Deutscher Spiele Preis;
- 1995 - El Grande (con Richard Ulrich): vincitore dello Spiel des Jahres e del Deutscher Spiele Preis[4];
- 1996 -  Expedition;
- 1998 - El Caballero (con Richard Ulrich);
- 1999
  - Tikal (con Michael Kiesling): vincitore dello Spiel des Jahres e  del Deutscher Spiele Preis;
  - Die Handler (con Richard Ulrich);
  - Evergreen (con Michael Kiesling);
- 2000
  - Java (con Michael Kiesling);
  - Torres (con Michael Kiesling): vincitore dello Spiel des Jahres; 2º posto al Deutscher Spiele Preis;
  - I Principi di Firenze (Die Fürsten von Florenz) (con Richard Ulrich): 3º posto al Deutscher Spiele Preis;
  - Pete the Pirate: vincitore del Deutscher Spiele Preis (categoria "gioco per bambini");
- 2001 - Der Grosse Gallier;
- 2002 - Forum Romanum;
- 2004 - Raja (Maharaja): nominato allo Spiel des Jahres;
- 2005
  - Hacienda;
  - Verflixxt! (con Michael Kiesling): nominato allo Spiel des Jahres
  - Australia (con Michael Kiesling);
  - Forum Romanum;
- 2006 - Celtica (con Michael Kiesling);
- 2007 - Colosseum (con Markus Lübke)
- 2010
  - Asara;
  - Tikal II: il tempio perduto (con Michael Kiesling);
- 2012 - The Palaces of Carrara (con Michael Kiesling);
- 2013
  - Coal Baron (con Michael Kiesling);
  - Nauticus (con Michael Kiesling);
- 2014 - Linko! (Abluxxen) (con Michael Kiesling);
- 2015 - Adventure Land (con Michael Kiesling);
- 2017
  - Crocevia del Carbone: Il gioco di carte (con Wolfgang Kramer);
  - Downforce (con Michael Kiesling);
- 2018 - Cuzco (con Michael Kiesling);
- 2020
  - Jukabo (con Michael Kiesling);
  - Paris (con Michael Kiesling);
  - Renature (con Michael Kiesling);
- 2021 - Savannah Park (con Michael Kiesling);

## Premi e riconoscimenti
Wolfgang Kramer è uno degli autori di giochi da tavolo più premiati del mondo, tra i più importanti premi ricevuti vi sono:
- Spiel des Jahres, vinto per 5 volte
  - 1986 - Heimlich & Co.
  - 1987 - Auf Achse
  - 1996 - El Grande
  - 1999 - Tikal
  - 2000 - Torres
- Kinderspiel des Jahres, vinto 1 volta 
  - 1991 - Corsaro
- Deutscher Spiele Preis, vinto per 3 volte
  - 1994 - 6... prendi e perdi!
  - 1996 - El Grande
  - 1999 - Tikal
- International Gamers Award, vinto 1 volta
  - 1999 - Tikal